# Astronesthes
Astronesthes – rodzaj głębinowych ryb z rodziny wężorowatych (Stomiidae), takson siostrzany Eupogonesthes.

## Klasyfikacja
Gatunki zaliczane do tego rodzaju:
| - Astronesthes atlanticus - Astronesthes barbatus - Astronesthes bilobatus - Astronesthes boulengeri - Astronesthes caulophorus - Astronesthes chrysophekadion - Astronesthes cyaneus - Astronesthes decoratus - Astronesthes dupliglandis - Astronesthes exsul - Astronesthes fedorovi - Astronesthes formosana - Astronesthes galapagensis - Astronesthes gemmifer - Astronesthes gibbsi - Astronesthes gudrunae - Astronesthes haplophos | - Astronesthes ijimai - Astronesthes illuminatus - Astronesthes indicus - Astronesthes indopacificus - Astronesthes karsteni - Astronesthes kreffti - Astronesthes lamellosus - Astronesthes lampara - Astronesthes leucopogon - Astronesthes lucibucca - Astronesthes lucifer - Astronesthes luetkeni - Astronesthes lupina - Astronesthes macropogon - Astronesthes martensii - Astronesthes micropogon | - Astronesthes neopogon - Astronesthes niger - Astronesthes nigroides - Astronesthes oligoa - Astronesthes psychrolutes - Astronesthes quasiindicus - Astronesthes richardsoni - Astronesthes similus - Astronesthes spatulifer - Astronesthes splendidus - Astronesthes tanibe - Astronesthes tatyanae - Astronesthes tchuvasovi - Astronesthes trifibulatus - Astronesthes zetgibbsi - Astronesthes zharovi |

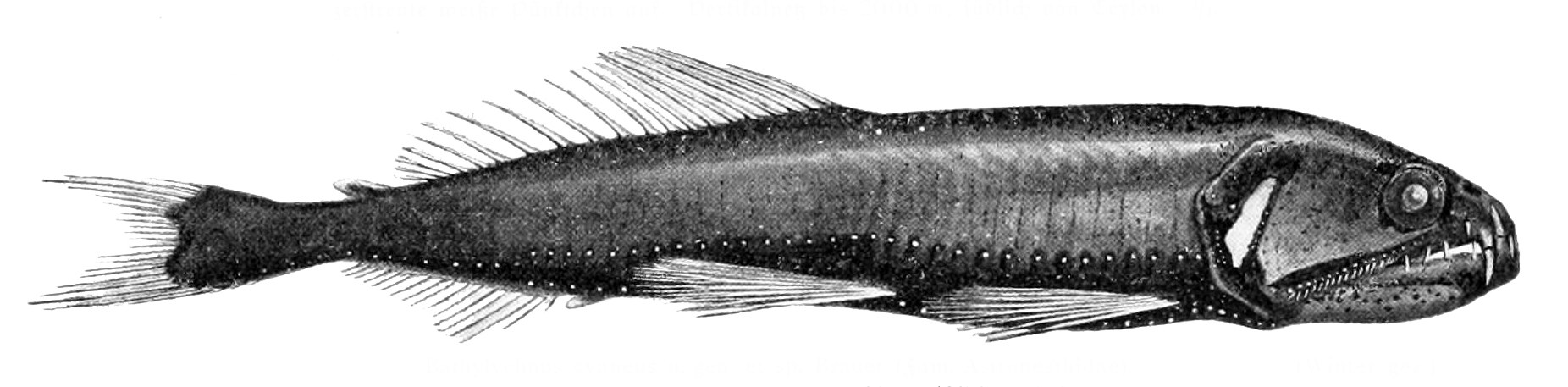
Astronesthes cyaneus
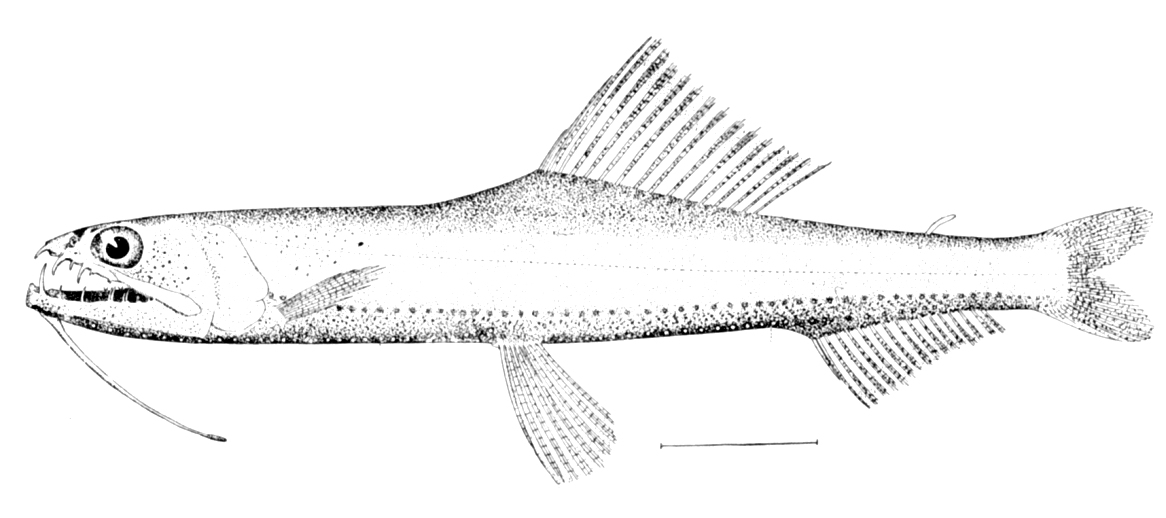
Astronesthes gemmifer
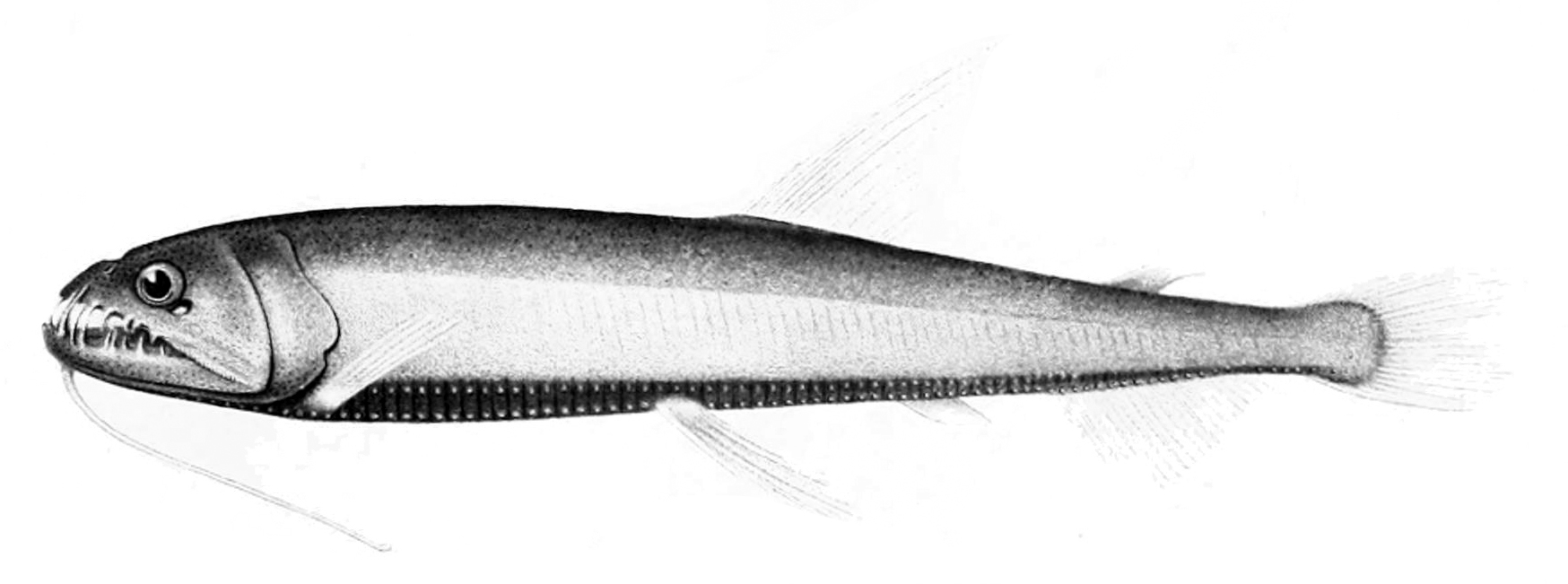
Astronesthes lucifer
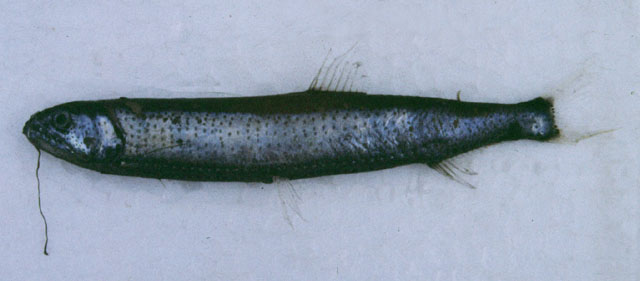
Astronesthes martensii
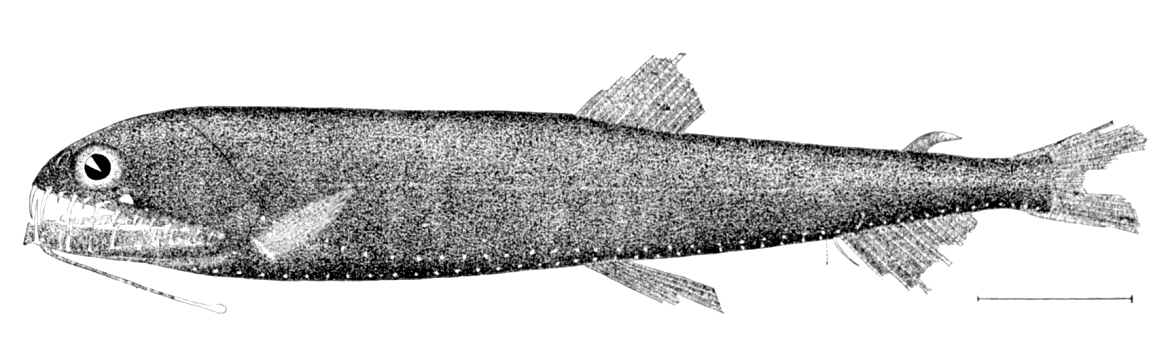
Astronesthes richardsoni
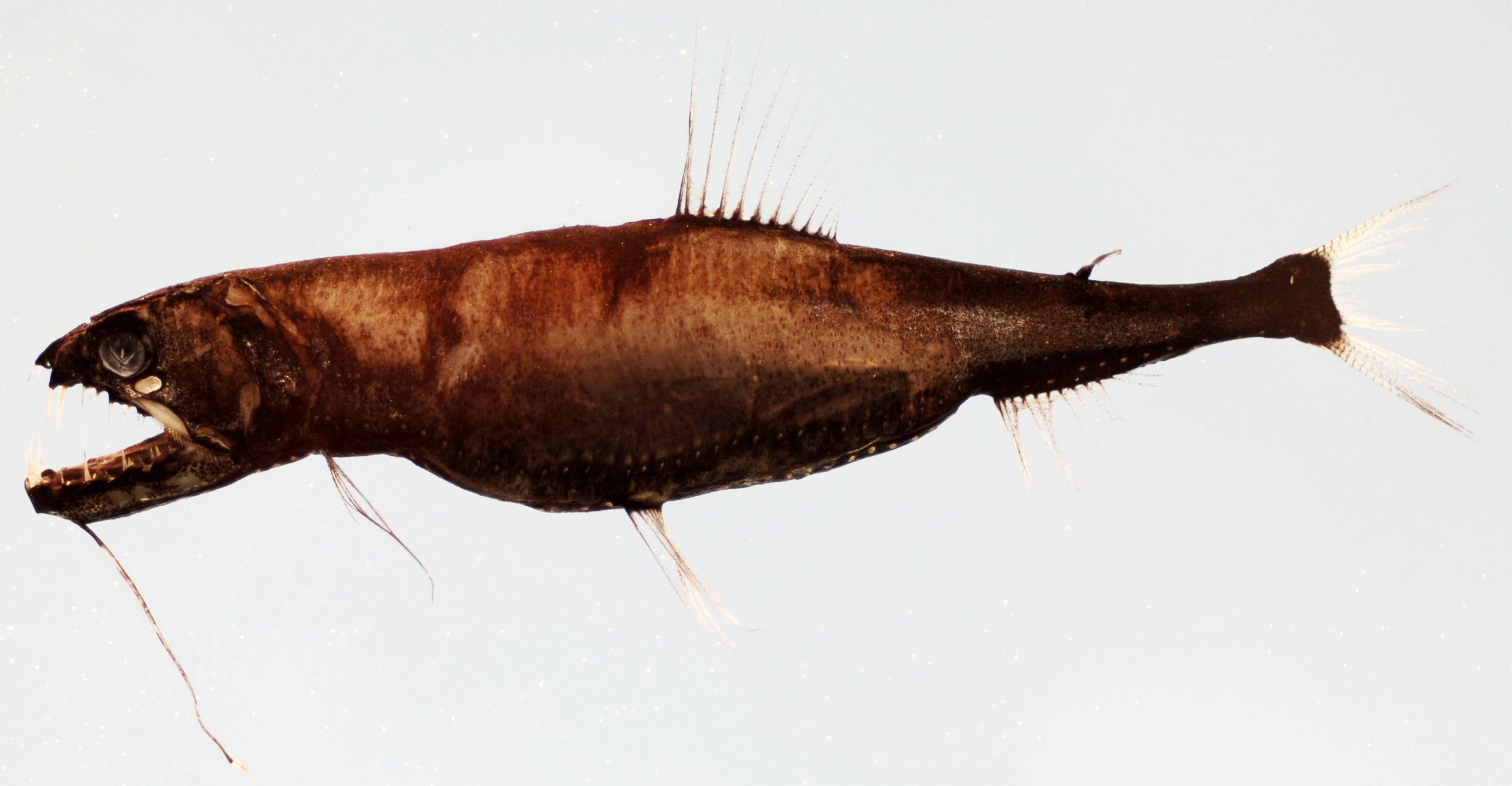
Astronesthes similus
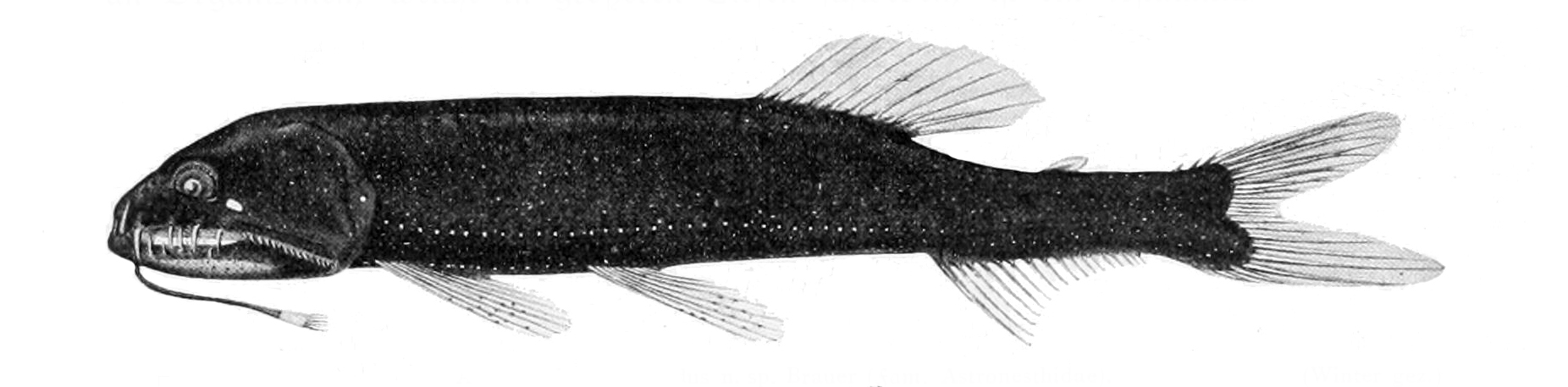
Astronesthes splendidus